# Сочь (приток Лупьи)

Сочь — река в России, протекает в Гайнском районе Пермского края. Устье реки находится в 41 км по левому берегу реки Лупья. Длина реки составляет 38 км.

## География
Исток реки на Северных Увалах неподалёку от холма Косасочем (269 м). Река течёт на юг и юго-запад по лесному массиву. В среднем течении на левом берегу реки стоит посёлок Верхний Будым (Кебратское сельское поселение).

## Притоки (км от устья)
- 22 км: река Ыджид-Вокчер (пр)
- 23 км: река Височь (лв)
- 27 км: река Мыс-Лес (пр)
- 28 км: река Учатью (лв)

## Данные водного реестра
По данным государственного водного реестра России относится к Камскому бассейновому округу, водохозяйственный участок реки — Кама от истока до водомерного поста у села Бондюг, речной подбассейн реки — бассейны притоков Камы до впадения Белой. Речной бассейн реки — Кама.
По данным геоинформационной системы водохозяйственного районирования территории РФ, подготовленной Федеральным агентством водных ресурсов:
- Код водного объекта в государственном водном реестре — 10010100112111100002133
- Код по гидрологической изученности (ГИ) — 111100213
- Код бассейна — 10.01.01.001
- Номер тома по ГИ — 11
- Выпуск по ГИ — 1